# Jana Olegowna Mogilnizkaja
Jana Olegowna Mogilnizkaja (russisch Яна Олеговна Могильницкая; englische Schreibweise Yana Mogilnitskaya; * 5. Februar 1996 als Jana Olegowna Karpowitsch; englische Schreibweise Yana Karpovich) ist eine ehemalige russische Tennisspielerin.

## Karriere
Mogilnizkaja spielte vor allem bei Turnieren der ITF Women’s World Tennis Tour, wo sie  einen Titel im Einzel und zwei im Doppel gewinnen konnte.

## Turniersiege

### Einzel
| Nr. | Datum        | Turnier | Kategorie | Belag | Finalgegnerin          | Ergebnis |
| --- | ------------ | ------- | --------- | ----- | ---------------------- | -------- |
| 1.  | 15. Mai 2022 | Antalya | ITF W15   | Sand  | Walerija Juschtschenko | 6:2, 6:4 |

### Doppel
| Nr. | Datum             | Turnier | Kategorie | Belag | Partnerin      | Finalgegnerinnen                      | Ergebnis          |
| --- | ----------------- | ------- | --------- | ----- | -------------- | ------------------------------------- | ----------------- |
| 1.  | 14. Mai 2022      | Antalya | ITF W15   | Sand  | Darja Lodikowa | Ewjalina Laskewitsch Izabelle Persson | 7:5, 62:7, [10:8] |
| 2.  | 17. Dezember 2022 | Antalya | ITF W15   | Sand  | Darja Lodikowa | Mariana Dražić Amarissa Kiara Tóth    | 7:5, 6:2          |